# Literatura LGBT de la República Dominicana

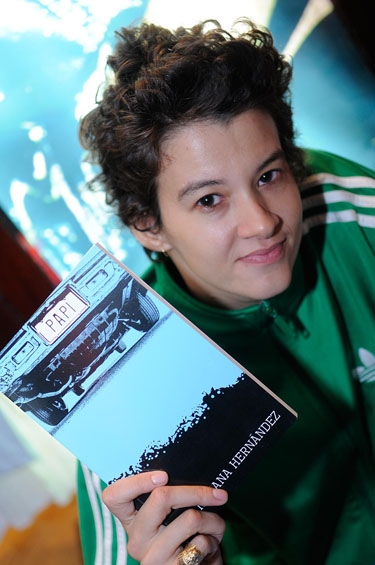
Rita Indiana, autora dominicana contemporánea de literatura LGBT.

La literatura LGBT de la República Dominicana comprende las obras literarias escritas por autores dominicanos que involucren tramas, temáticas o personajes que formen parte o estén relacionados con la diversidad sexual. A pesar de que la homosexualidad ha sido un tema repetidamente documentado en el país desde los tiempos de los cronistas coloniales, pasaron siglos antes de que la literatura local empezara a abordar temáticas LGBT. Esta ausencia llegó a su fin en la primera mitad del siglo XX con la aparición del poema Biel, el marino (1943), de Pedro René Contín Aybar, considerado como la primera obra literaria homoerótica publicada en la historia del país y el más notorio poema dominicano de dicha temática.
La narrativa LGBT tuvo su más temprana representación en el relato «La espera» (1953), de Hilma Contreras, donde indaga en la homosexualidad femenina. Varios otros autores dominicanos de la segunda mitad siglo XX exploraron la diversidad sexual en sus obras, aunque muchos lo hicieron desde una perspectiva heterosexista. De entre los autores que la trataron de forma más directa estuvieron los poetas Luis Alfredo Torres y Leandro Morales, mientras que en la narrativa se puede mencionar a José Alcántara Almánzar, con su relato «Lulú o la metamorfosis» (1995) y a autores como Efraim Castillo y Pedro Antonio Valdez.
El inicio del siglo XXI presenció un incremento en la representación de temáticas LGBT y la aparición de las primeras antologías de literatura dominicana gay y lésbica. Estos años también vieron la irrupción en la escena literaria de la escritora lesbiana Rita Indiana, quien alcanzó éxito y exploró temáticas LGBT desde su primera novela, La estrategia de Chocueca (2000). En años posteriores, Indiana continuó granjeando aclamación crítica con obras como la novela La mucama de Omicunlé (2015), donde incluye un protagonista que cambia de sexo y que fue finalista del Premio Bienal de Novela Mario Vargas Llosa en su edición de 2016.
Otro autor contemporáneo que ha alcanzado reconocimiento a nivel internacional por su tratamiento de temáticas LGBT en su obra es Johan Mijail, particularmente a raíz de la publicación de su novela Chapeo en 2021. Del lado de la poesía, se puede mencionar a Frank García.

## SigloXX
La primera obra literaria dominicana en abordar de forma abierta la homosexualidad fue el poema Biel, el marino, publicado en 1943 por el escritor Pedro René Contín Aybar, en una edición de treinta ejemplares de catorce páginas cada uno. Aunque el autor publicó la obra con la intención de repartirla entre amigos suyos, la misma se difundió y generó escándalo en la sociedad dominicana de la época. Incluso décadas después de su aparición, el texto continuó siendo considerado controversial. En el poema, que debido a su carácter narrativo es a veces caracterizado como un cuento o una novela corta, la voz poética masculina narra su amor por un marinero llamado Biel, con quien empieza una relación definida por el agua y quien es descrito como fuerte y semisalvaje. El estilo de esta obra puede apreciarse en el siguiente fragmento:

Hablaba y su voz cálida y sonora, semejaba un caracol resonando, una campana sumergida, misteriosa y lejana que acercaba a mis oídos realidad y fantasía.

Aunque Contín Aybar nunca declaró públicamente su orientación sexual, años después de su muerte, el crítico Antonio Fernández Spencer afirmó que el poema había sido inspirado por un antiguo amante del autor que habitaba en Borojol, y que habría sido un barbero conocido como Biel.
Del lado de la narrativa, la primera obra en indagar temáticas LGBT fue el cuento «La espera», publicado en 1953 por Hilma Contreras y donde muestra una postura en contra de la condena social hacia la homosexualidad femenina y la muestra como una forma más de amar. Dos años después, la poeta Aída Cartagena Portalatín publicó el libro Una mujer está sola, que aunque culmina en una búsqueda final de un hombre, en un principio profundiza en "la figura femenina del mar y refleja una búsqueda del erotismo platónico.
Durante la segunda mitad del siglo XX, algunos autores exploraron temáticas LGBT en su obra, aunque muchos lo hicieron desde una perspectiva heterosexista, entre ellos Manuel Mora Serrano, quien en 1979 obtuvo el Premio Siboney con su novela Goeíza. Otro autor que ejemplifica esta tendencia es Manuel del Cabral, quien en 1970 publicó su poemario Sexo no solitario, con la intención de provocar a sus lectores y transgredir las convenciones sociales de la época. Entre los poemas del libro se encuentran «Ano» y «La canción del invertido», escritos por Cabral a modo de parodia de la poesía erótica. Autores contemporáneos han señalado específicamente el segundo por su carácter homofóbico.
La década de 1970 trajo además la publicación de dos obras poéticas de corte homoerótico, aunque no explícito, por parte de los poetas Luis Alfredo Torres y Manuel Antonio Rueda González. En Los bellos rostros (1973), Torres indaga su posición como hombre homosexual proscrito por la sociedad, condenado a explorar su deseo solo a través de los recuerdos de los rostros bellos que ha contemplado. Rueda, por su lado, publicó en 1975 el poemario Con el tambor de las Islas, en el que muestra su admiración por el poeta LGBT estadounidense Allen Ginsberg. Aunque la homosexualidad de Rueda era conocida en su época, nunca la expresó de forma explícita en su poesía. No obstante, algunos personajes de su colección de cuentos Papeles de Sara y otros relatos (1985), cuentan con pequeños atisbos autobiográficos de la vida complicada del propio autor.
Los años siguientes vieron la aparición de varios poetas más que exploraron la androginia en su obra, aunque no abordaron el homoerotismo de forma directa. Entre ellos estuvieron Armando Almánzar Botello, Pastor de Moya e Ylonka Nacidit-Perdomo. Leandro Morales fue más explícito en su abordaje y en su poemario Gozar con extraños exploró la belleza del cuerpo masculino y los encuentros casuales, en versos como los siguientes:

Nos conocimos en un bar hoy clausurado por la belleza que nos diezma.
Nos conocimos en el baño de una estación de trenes,
Depilándonos las piernas y el rostro nos conocimos.
Son las contingencias de la duración que nos entorna.
Me gusta singar con extraños.
Conocernos de pronto en el centro más amarillo y húmedo
De un bosque.

La década de 1990 vio la publicación de obras como «Lulú o la metamorfosis» (1995), de José Alcántara Almánzar, cuento que sigue la historia de un personaje que sufre una transformación corporal y cuenta con órganos masculinos y femeninos, incluido en 2008 en la antología Our Caribbean. A Gathering of Lesbian and Gay Writing from the Antilles. En 1999, Efraim Castillo incluyó varios personajes de sexualidad diversa en su novela El personero, mientras que Pedro Antonio Valdez publicó Bachata del ágel caído, su primera novela, en la que incluyó el personaje de «el Mecedora», un hombre homosexual que es violado por un personaje conocido como «El Machote», en una escena narrada en los siguientes términos:

El Machote vaciló entre reírse o patearlo. En esa dicotomía estaba cuando en una transición repentina –atraído por la extraña seducción o desbordado de sadismo, o entregado a la rabia ciega que suele producir el hastío–, colocó al Mecedora en cuatro patas, le bajo el pantalón a la brava y... lo poseyó brutalmente... El otro trató de huir de aquel zarandeo salvaje, pero el Machote lo retuvo por el cuello...

## SigloXXI

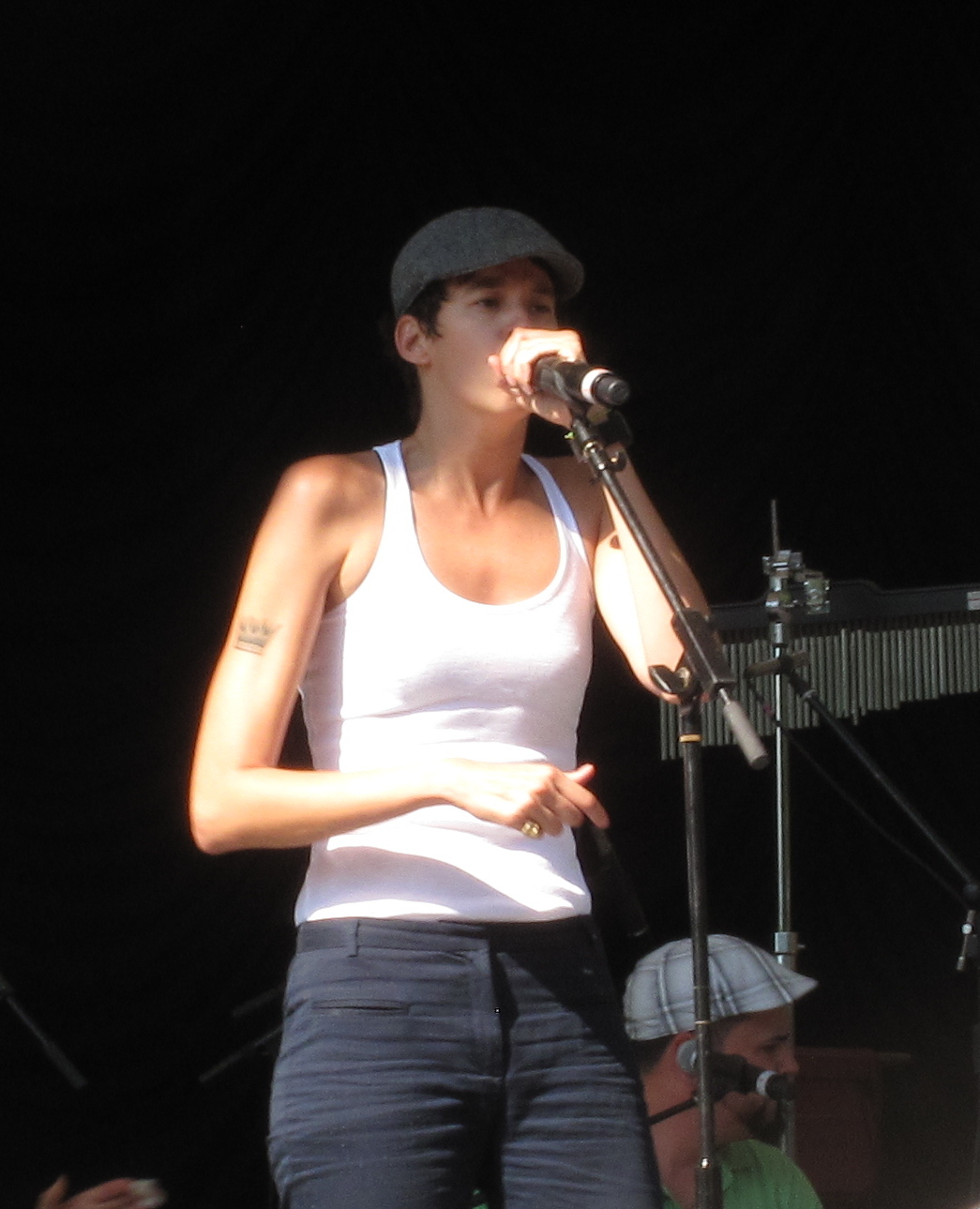
Rita Indiana en 2011.

Los primeros años del siglo XXI vieron un incremento en las representaciones de temáticas LGBT en la literatura dominicana. De particular notoriedad fue la aparición de autores como Rita Indiana, quien se convirtió en un fenómeno literario local desde su primera novela, La estrategia de Chocueca (2000), en la que tanto la protagonista como otros personajes tienen romances con personas del mismo sexo. A esta obra le siguieron las novelas Papi (2005), de contenido autobiográfico, y Nombres y animales (2013), donde presenta nuevamente a una protagonista de sexualidad fluida que posteriormente acepta su homosexualidad.
Otras obras LGBT notorias de principios del siglo XXI incluyen novelas como Sirena Selena vestida de pena (2000), de Mayra Santos-Febres, que, aunque fue escrita por una autora puertorriqueña, explora la subcultura LGBT dominicana a través de la historia de una adolescente travesti que migra a este país para poder trabajar como cantante de boleros. La identidad travesti también fue uno de los temas de Carnaval de Sodoma (2002), segunda novela de Pedro Antonio Valdez. En esta obra, que fue adaptada en la película homónima de 2006, Valdez cuenta la historia de varios clientes frecuentes de un cabaret que se ven atrapados por el encanto de la Princesa de Jade, una joven de origen asiático que posteriormente se revela como persona travesti.
En 2004, los compiladores Miguel de Camps y Mélida García publicaron el libro Antología de la literatura Gay en la República Dominicana, que recopila una serie de obras literarias dominicanas en que se abordan personajes perteneciente a la diversidad sexual. El libro fue la primera obra recopilatoria de literatura LGBT del país, aunque recibió críticas por varios aspectos de la selección, particularmente por incluir textos en que la diversidad sexual era retratada de forma negativa, por lo que, según críticos como Claudia Patricia Giraldo, el libro también podía ser visto como una «antología de literatura de la homofobia» dominicana. Dos años después, la académica Jacqueline Jimenez Polanco publicó el libro Divagaciones bajo la Luna, una antología centrada en la literatura lésbica dominicana que también fue la primera de su tipo.

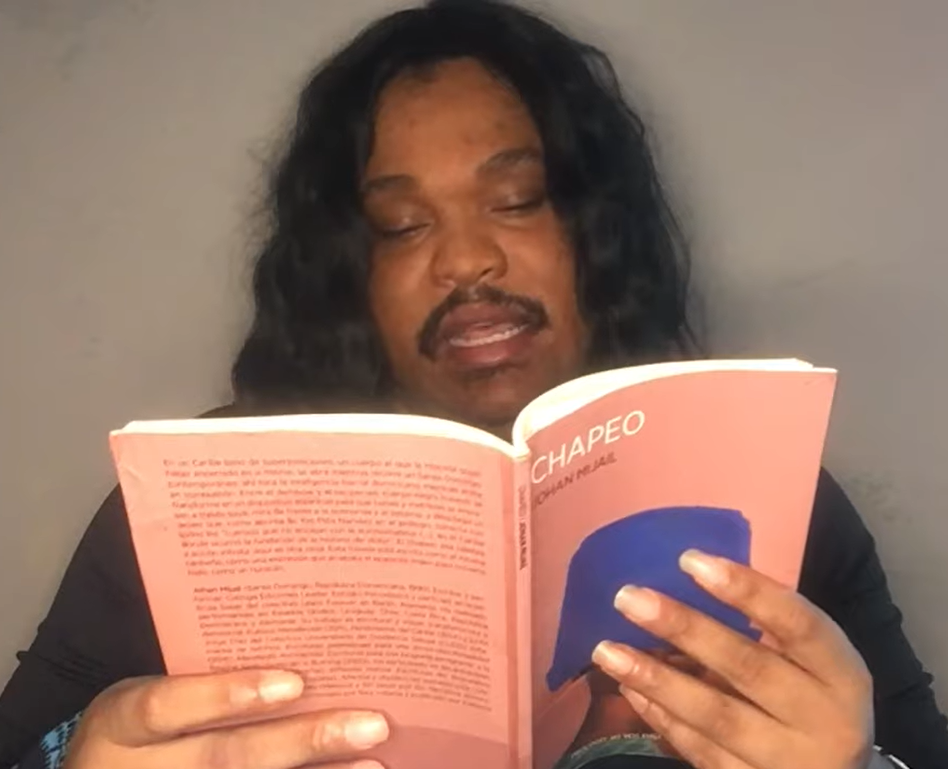
Johan Mijail, quien publicó la novela Chapeo en 2021.

Entre las obras dominicanas con temáticas LGBT más notorias de los últimos años están novelas como La mucama de Omicunlé (2015), de Rita Indiana, que fue una de las finalistas de la edición de 2016 del Premio Bienal de Novela Mario Vargas Llosa. La novela tiene como protagonista a Acilde, un personaje que cambia de sexo luego de aplicarse una inyección y realiza un viaje a través del tiempo. También se puede mencionar Chapeo, novela de Johan Mijail publicada en 2021, que fue bien recibida por la crítica a nivel internacional y es considerada una de las mejores novelas LGBT latinoamericanas de esos años. La trama de la obra, que incluye una gran cantidad de neologismos y aborda entre sus temáticas el decolonialismo, sigue a dos «amiguxs» transfemeninas en su deambular por Santo Domingo mientras exploran su sexualidad y su identidad y buscan una forma de conseguir visa para viajar a Estados Unidos.
Del lado de la poesía se pueden mencionar obras como Lo que escribí mientras esperabas en una habitación vacía (2022), escrita por Frank García y donde aborda la homosexualidad en el entorno dominicano.